# Lysandra galliae
Lysandra galliae är en fjärilsart som beskrevs av Ruggero Verity 1926. Lysandra galliae ingår i släktet Lysandra och familjen juvelvingar. Inga underarter finns listade i Catalogue of Life.